# BonBon (nummer)
BonBon is een nummer van de Kosovaars Albanese zangeres Era Istrefi uit 2016.
Op "BonBon" wordt hoofdzakelijk in het Albanees gezongen, met een paar zinnen in het Engels. Nadat de videoclip van het nummer viraal was gegaan, verscheen er ook een Engelstalige versie van het nummer. "BonBon" werd in diverse landen een hit. In het Nederlandse taalgebied was het nummer echter niet zeer succesvol. In Nederland bleef het steken op een 2e positie in de Tipparade, en in Vlaanderen op de 26e positie in de Tipparade.